# 1. SC Znojmo
El 1. SC Znojmo FK es un equipo de fútbol de la República Checa que juega en la MSFL, una de las ligas que conforman la tercera división de fútbol en el país.

## Historia
Fue fundado en el año 1952 en la ciudad de Znojmo con el nombre DSO Rudá Hvězda Znojmo y ha cambiado de nombre en varias ocasiones, las cuales han sido:
- 1952 - DSO Rudá Hvězda Znojmo
- 1969 - TJ Rudá Hvězda Znojmo
- 1990 - SKP Znojmo-Práče (luego de la incorporación del TJ Sokol Práče)
- 1992 - SKPP Znojmo
- 1993 - VTJ SKP Znojmo
- 1994 - VTJ Znojmo-Rapotice (luego de la incorporación del TJ Sokol Rapotice, en 1997 el Sokol Rapotice se separó)
- 1995 - VTJ Znojmo
- 1999 - Fotbal Znojmo
- 2001 - 1. SC Znojmo (luego de la incorporación del FC Znojmo)

## Palmarés
- Druhá liga: 1

2012–13
- Moravian-Silesian Football League: 1

2009–10

## Jugadores destacados
- Robert Caha
- Patrik Siegl
- Libor Sionko
- Michal Špit
- Cedrick Mugisha